# Gertrude Abercrombie
Gertrude Abercrombie (* 17. Februar 1909 in Austin, Texas; † 3. Juli 1977 in Chicago) war eine amerikanische Künstlerin des Surrealismus.

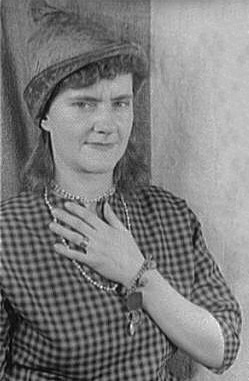
Gertrude Abercrombie, 1951. Fotografie von Carl van Vechten

## Leben
Gertrude Abercrombie wurde als Tochter eines reisenden Opernsängerpaares, Tom und Lula Janes (Lula) Abercrombie geboren. Als sie vier Jahre alt war, zog die Familie nach Berlin. Sie lernte als einziges Familienmitglied fließend Deutsch und diente ihren Eltern als Übersetzerin. Bei Ausbruch des Ersten Weltkriegs verließ die Familie Deutschland und zog nach Aledo in Illinois.  Mit 20 Jahren erwarb sie den akademischen Grad des Bachelor für romanische Sprachen an der Universität von Illinois, entschloss sich aber nach der Graduation, in Chicago Kunst an der Schule des Art Institute of Chicago und an der American Academy of Art zu studieren. Nachdem sie im Jahr 1931 Illustrationen für Kataloge gefertigt hatte, begann ihre malerische Karriere im Jahr 1932.
In den frühen 1930er Jahren hatte Abercrombie erste Ausstellungen in progressiven Galerien Chicagos. 1934 erhielt sie eine Anstellung bei der Works Progress Administration (WPA), die sich um mittellose Künstler bemühte. Ein monatliches Salär erlaubte ihr, aus dem Elternhaus auszuziehen und sich ein eigenes Appartement anzumieten. Im Jahr 1940 verließ sie die WPA und heiratete den Rechtsanwalt Robert Livingston. Die gemeinsame Tochter, Dinah, wurde 1942 geboren. 1948 erfolgte die Scheidung, und im selben Jahr heiratete sie den Musikkritiker Frank Sandiford, der unter dem Namen Paul Warren schrieb. 1964 ließen sie sich scheiden.
Abercrombie war mit vielen prominenten Jazzmusikern befreundet, so beispielsweise mit Dizzy Gillespie, Charlie Parker, Sarah Vaughan und Billie Holiday, die sich bei ihr jahrelang sonnabends zu Partys trafen und am Sonntagnachmittag Jam-Sessions abhielten.  Sie spielte Klavier, sang zum neuen Jazzstil des Bebop und wurde als „Queen of Chicago“ bezeichnet.
Abercrombie verstarb im Alter von 68 Jahren am 3. Juli 1977. In ihren letzten Jahren war sie, an Alkoholmissbrauch und an Arthritis leidend, auf den Rollstuhl angewiesen.

## Werk
Die 1940er und 1950er Jahre waren Abercrombies produktivste Periode. Sie malte weniger Porträts und schuf unter anderem traumähnliche Landschaften und Stillleben mit symbolistischen Motiven, die an Giorgio de Chirico, Carlo Carrà und Giorgio Morandi erinnern. Sie nahm an Gruppenausstellungen teil und hatte Einzelausstellungen, unter anderem am Art Institute of Chicago. Eine Retrospektive ihrer Werke mit mehr als 100 Exponaten fand vor ihrem Tod im Hyde Park Center in Chicago statt. Nach ihrem Tod wuchs ihre Reputation als Künstlerin, und ihre Werke werden in namhaften amerikanischen Museen wie dem Art Institute of Chicago ausgestellt. Abercrombie selbst hatte ihr Werk nicht mit Begriffen des europäischen Surrealismus verglichen, sondern bezeichnete sich als Künstlerin des Mittelwestens und sah ihre Wurzeln in Illinois. Ihr regionaler magischer Realismus beschreibt die rätselhafte Welt ihres Unterbewusstseins. Sie sagte über sich: „I like to paint simple things that are a little strange“ („Ich male gern einfache Dinge, die ein wenig merkwürdig sind“).
Das Gemälde aus dem Jahr 1946, Charlie Parker’s Favorite Painting, früher Design of Death, bekam den aktuellen Namen, da es Charlie Parkers bevorzugtes Gemälde war. Möglicherweise basiert der frühere Titel auf Billie Holidays Musikstück Strange Fruit.